# Aucasaurus
Aucasaurus é um gênero de dinossauro terópode abelissaurídeo de médio porte da Argentina que viveu durante o Cretáceo Superior (estágio Santoniano a Campaniano) da Formação Anacleto. Era menor que o Carnotaurus relacionado, embora mais derivado em alguns aspectos, como seus braços extremamente reduzidos e quase total ausência de dedos. O esqueleto tipo está completo até a décima terceira vértebra caudal e, portanto, é relativamente bem compreendido, e foi o abelisaurídeo mais completo conhecido quando descrito em 2002. No entanto, o crânio está danificado, fazendo com que alguns paleontólogos especulem que ele se envolveu em uma luta antes de morrer.

## Descoberta
O holótipo de Aucasaurus é conhecido a partir de achados no Subgrupo Río Colorado, um grupo do Cretáceo Superior que compreende a Formação Anacleto, na Bacia de Neuquén, na Argentina, e que produziu muitos fósseis de dinossauros. Numerosos ovos de saurópodes também são conhecidos neste depósito. O espécime-tipo pertence a um indivíduo maduro com pelo menos onze anos de idade.

## Descrição

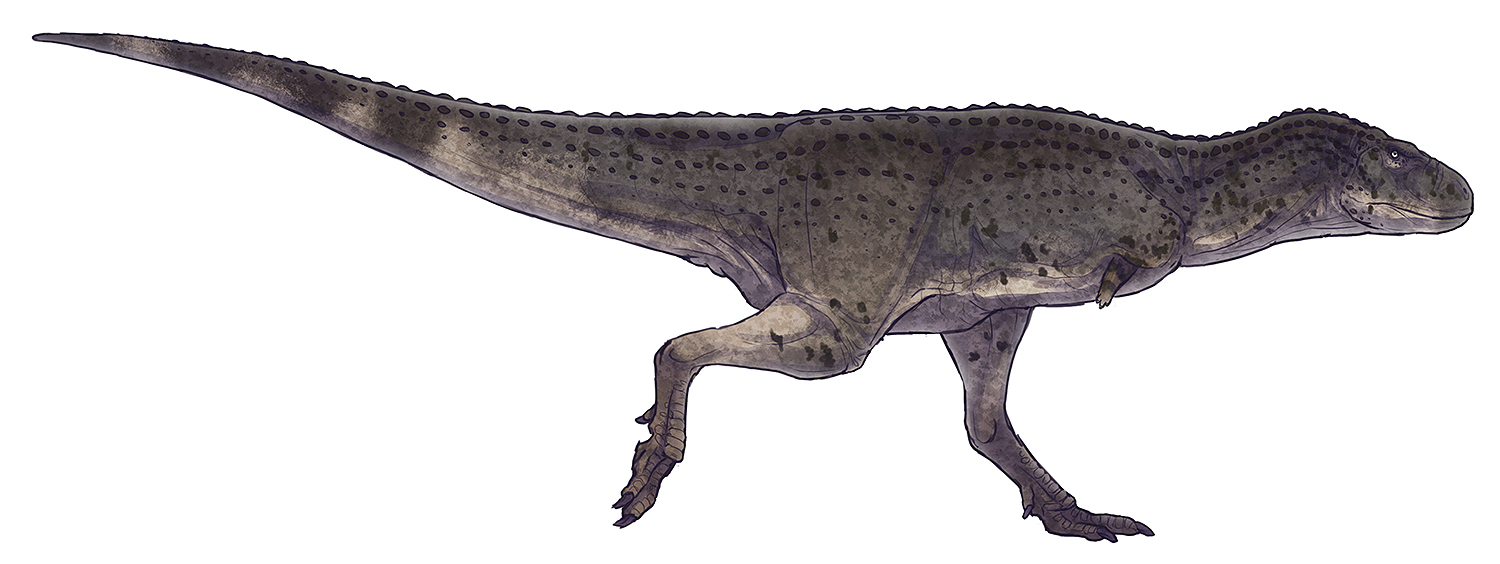
Reconstrução

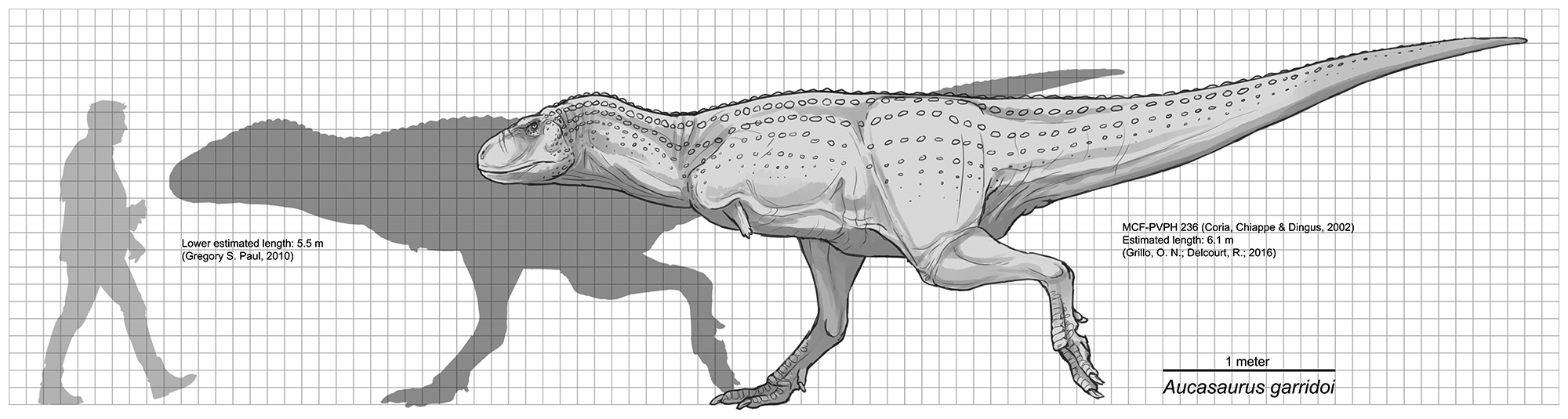
Tamanho comparado a um humano

O Aucasaurus era um abelissauro de tamanho médio, medindo 5,5 a 6,2 m de comprimento e pesando aproximadamente 700 kg. Seu crânio não era tão curto nem tão profundo quanto o do Carnotaurus. Além disso, em vez de chifres, possuía um par de cristas baixas acima de cada olho.

### Esqueleto
Os braços pequenos do Aucasaurus também eram semelhantes aos de seu parente com chifres, mas eram proporcionalmente mais longos devido ao seu pequeno tamanho, e os ossos não possuíam os processos ósseos e algumas proporções incomuns presentes no Carnotaurus. A mão do Aucasaurus era incomum: quatro metacarpos estavam presentes, mas o primeiro e o quarto não tinham dedos. O segundo e o terceiro tinham dedos, mas eram bastante curtos e não tinham garras. Traços encontrados nas vértebras caudais sugerem uma musculatura caudal e rigidez significativas, possivelmente indicando que ele poderia ter sido um corredor rápido.

## Classificação
Em 2009, Novas sugeriu que Aucasaurus garridoi poderia ser um sinônimo júnior de Abelisaurus comahuensis. Em 2010, Gregory S. Paul renomeou Aucasaurus garridoi para Abelisaurus garridoi. Apesar de suas semelhanças, outros pesquisadores classificaram ambos os gêneros como gêneros separados, e estudos subsequentes sugerem que Aucasaurus estava mais intimamente relacionado a outros táxons, como Carnotaurus, com alguns incluindo-os nos Carnotaurini.
Abaixo está um cladograma de Canalle et al. em 2009.
|  | Aucasaurus  |
|  |             |
|  | Carnotaurus |
|  |             |

|  | Ilokelesia                                                          |
|  |                                                                     |
|  | \| \| Skorpiovenator \| \| \| \| \| \| Ekrixinatosaurus \| \| \| \| |
|  |                                                                     |
|  | Skorpiovenator                                                      |
|  |                                                                     |
|  | Ekrixinatosaurus                                                    |
|  |                                                                     |

|  | Skorpiovenator   |
|  |                  |
|  | Ekrixinatosaurus |
|  |                  |

|  | Aucasaurus  |
|  |             |
|  | Carnotaurus |
|  |             |

|  | Ilokelesia                                                          |
|  |                                                                     |
|  | \| \| Skorpiovenator \| \| \| \| \| \| Ekrixinatosaurus \| \| \| \| |
|  |                                                                     |
|  | Skorpiovenator                                                      |
|  |                                                                     |
|  | Ekrixinatosaurus                                                    |
|  |                                                                     |

|  | Skorpiovenator   |
|  |                  |
|  | Ekrixinatosaurus |
|  |                  |

|  | Aucasaurus  |
|  |             |
|  | Carnotaurus |
|  |             |

|  | Ilokelesia                                                          |
|  |                                                                     |
|  | \| \| Skorpiovenator \| \| \| \| \| \| Ekrixinatosaurus \| \| \| \| |
|  |                                                                     |
|  | Skorpiovenator                                                      |
|  |                                                                     |
|  | Ekrixinatosaurus                                                    |
|  |                                                                     |

|  | Skorpiovenator   |
|  |                  |
|  | Ekrixinatosaurus |
|  |                  |

|  | Aucasaurus  |
|  |             |
|  | Carnotaurus |
|  |             |

|  | Ilokelesia                                                          |
|  |                                                                     |
|  | \| \| Skorpiovenator \| \| \| \| \| \| Ekrixinatosaurus \| \| \| \| |
|  |                                                                     |
|  | Skorpiovenator                                                      |
|  |                                                                     |
|  | Ekrixinatosaurus                                                    |
|  |                                                                     |

|  | Skorpiovenator   |
|  |                  |
|  | Ekrixinatosaurus |
|  |                  |